# Pintor de ojos de Bowdoin

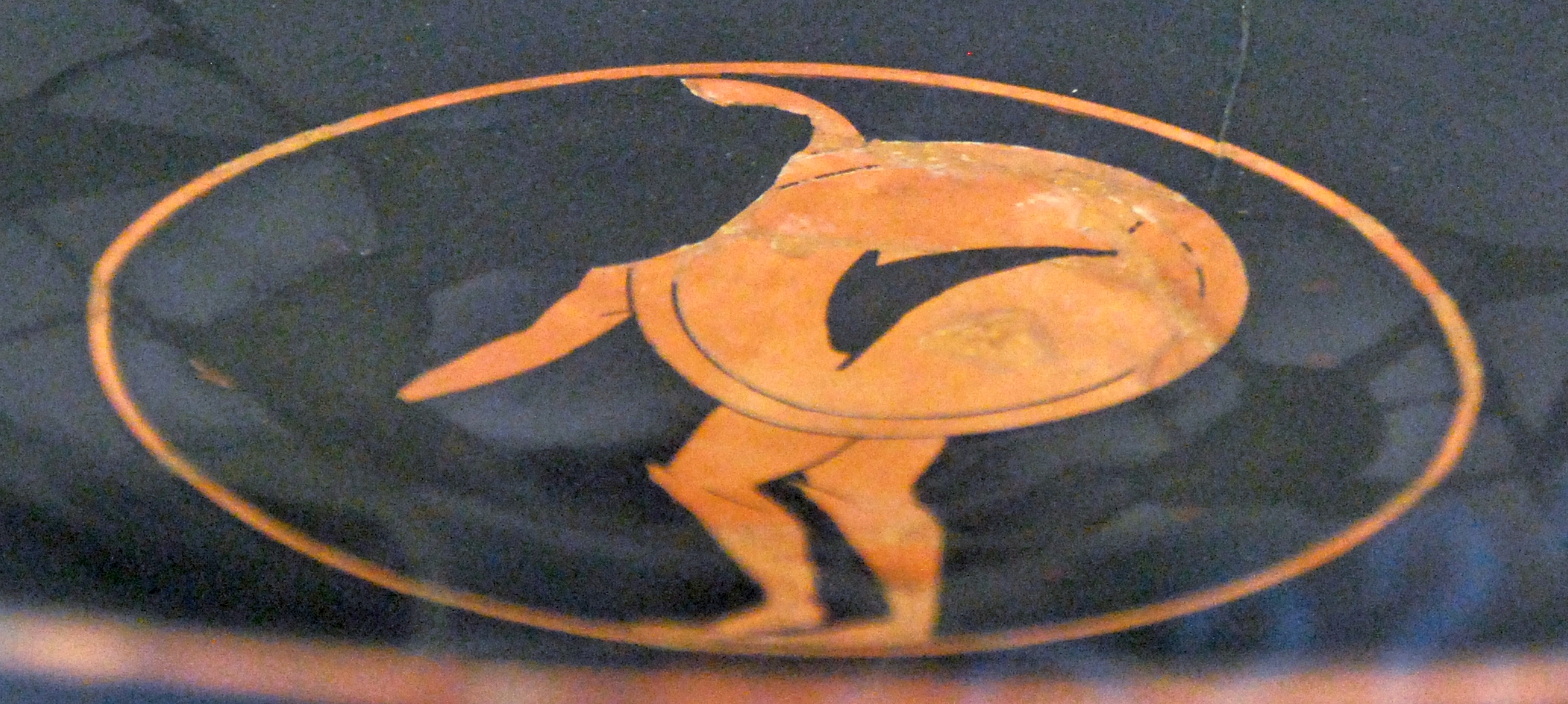
Guerrero en el tondo de una copa en el Antikensammlung des Martin von Wagner Museums, c. 510 a. C.

El Pintor de ojos de Bowdoin pertenecía a los primeros pintores de kílices de figuras rojas que estaban activos más o menos al mismo tiempo que el llamado Grupo pionero del estilo de figuras rojas. Al igual que los demás pintores de copas, el Pintor de ojos de Bowdoin no probó las posibilidades de la nueva técnica con la misma profundidad que los representantes del Grupo pionero, debido a la superficie de trabajo comparativamente más pequeña de las copas -tanto el interior como los dos exteriores- pero, no obstante, contribuyó con su parte al éxito del nuevo estilo. Pintó principalmente copas de ojos bilingües y copas de ojos de palmetas, con el tondo generalmente decorado en rojo y los lados exteriores en negro. La calidad de sus escenas no puede competir con la de los mejores pintores de vasos de su época, pero compensó su estilo más efímero de pintura con una especial vivacidad de sus figuras. En el contenido de sus escenas, también, se orienta hacia los trabajos simultáneos de artesanos aún mejores y dibuja principalmente atletas, guerreros y comastas. Su nombre no ha sido transmitido, por lo que John Beazley lo distinguió con un nombre convenido. Recibió este nombre por su vaso epónimo, un copa de ojos en la colección del Bowdoin College. No debe confundirse con el Pintor de Bowdoin del taller de Atenea/Bowdoin, que sería nombrado unas décadas más tarde.